# Kammerer et Stellmacher
Pour les articles homonymes, voir Kammerer et Stellmacher.
Le 25 janvier 1884 sont arrêtés à Vienne, Autriche, Hermann Stellmacher et, un peu plus tard, Anton Kammerer, qui seront accusés de divers attentats commis à Strasbourg, Stuttgart et Vienne.
Le 8 août 1884 les deux hommes, activistes anarchistes, sont exécutés à Vienne. Ils étaient membres du jeune mouvement ouvrier autrichien et sont les auteurs d’assassinats politiques.

## Sources
- Timothy Messer-Kruse (Bowling Green State University) The Haymarket Conspiracy: Transatlantic Anarchist Networks (Working Class in American History), Illinois Press University, 2012, lire en ligne.